# ضفدع المستنقعات
ضفدع المستنقعات (الاسم العلمي: Rana palustris) (بالإنجليزية: Pickerel frog)‏ هي نوع من البرمائيات يتبع جنس الضفدع الحقيقي من فصيلة الضفادع الجنوبية.